# Thrinoxethus cainarachus
Thrinoxethus cainarachus är en mångfotingart som beskrevs av Chamberlin 1941. Thrinoxethus cainarachus ingår i släktet Thrinoxethus och familjen Aphelidesmidae. Inga underarter finns listade i Catalogue of Life.